# گزاویه دو پلانو
گزاویه دو پلانو (به فرانسوی: Xavier de Planhol) (تولد ۳ فوریه ۱۹۲۶، درگذشت ۱۷ مه ۲۰۱۶) استاد جغرافیا در دانشگاه پاریس-سوربن و از نویسندگان تاریخ ایران کمبریج و دانشنامه ایرانیکا بود. او یکی از شاخص‌ترین جغرافی‌دانان فرانسوی بود که در مورد جهان اسلام به‌خصوص ترکیه، ایران و شمال آفریقا کار کرده‌است. شاخص‌ترین شاگردان او در ایران محمد حسین پاپلی یزدی استاد بازنشسته دانشگاه تربیت مدرس و بنیان‌گذار فصلنامه تحقیقات جغرافیایی و اصغر نظریان، استاد بازنشسته دانشگاه خوارزمی هستند.